# Лудвиг Уланд
Лудвиг Уланд (на немски: Ludwig Uhland) е късен немски романтик, роден в Тюбинген; той е най-видният представител на „Швабската школа“ – автор на балади, драми, езиковедски съчинения и политическа публицистика.

## Биография и творчество
В родния си град Уланд следва право и филология, след което пребивава в Париж, за да проучва старофренски и старонемски ръкописи. Приятелство го свързва с Аделберт фон Шамисо и тогава публикува своите „Стихотворения“ (1815). За да си осигури препитанието, Уланд работи като адвокат, но се отдава и на активна политическа дейност, заради която е преследван. Наред с това събира, коментира и издава средновековни текстове, например „Валтер фон дер Фогелвайде, един старонемски поет“ (1822). През 1829 г. Лудвиг Уланд става професор по немски език и литература в Тюбингенския университет, но след десет години – по политически причини – изоставя академическото поприще и се посвещава на научни изследвания. С литературно-теоретическите си трудове той си създава име на един от основателите на германистиката.
Народностно обагрената лирика на Лудвиг Уланд притежава мощна първичност и езикова простота. В баладите си поетът разгръща преди всичко исторически и легендарни сюжети. В редица поеми – като в прочутата балада „Проклятието на певеца“  (1814) – Уланд вгражда един основен мотив: властта на поезията, която формира човешкото съзнание и увековечава или обрича на забвение историческите събития и личности.

### По-важни стихотворения
- Lied der Nibelungen
- Des Sängers Fluch (Ballade)
- Die Kapelle
- Der Wirtin Töchterlein
- Der Schenk von Limpurg
- Frühlingsglaube
- Der gute Kamerad
- Du kamst, du gingst mit leiser Spur
- Einkehr
- Schwäbische Kunde
- Das Schloss am Meer (Ballade)
- Das Glück von Edenhall (Ballade)
- Gedichte (1815)

## Признание
Много от любовните и пейзажни стихотворения на Лудвиг Уланд са послужили за текстове на песни, композирани от Йоханес Брамс, Ференц Лист, Феликс Менделсон Бартолди, Франц Шуберт, Роберт Шуман и др.
В чест на поета град Вюртемберг учредява през 1992 г. литературната награда „Лудвиг Уланд“.
Сбогом
Ах, сбогом, сбогом, моя мила!

Час иде за разлъка.

Целувка дай ми ти за сила!

Да стихне мойта мъка.

Един цветец ми откъсни

от твоята градина!

Че няма плод да румени

в далечната чужбина.

1807